# رلف نورتم
رَلف نورتم (به انگلیسی: Ralph Northam) سیاستمدار و پزشک آمریکایی است که از ژانویه ۲۰۱۸ , ۷۳ مین فرماندار ویرجینیا است. او پیشتر از افسران سپاه پزشکی نیروی زمینی ایالات متحده و معاون فرماندار ویرجینیا از ۲۰۱۴ تا ۲۰۱۸ بوده‌است. او عضو حزب دمکرات است.